# Malick Touré
Malick Touré (Bamako, 22 settembre 1995 – 11 settembre 2024) è stato un calciatore maliano, di ruolo ala.

## Carriera

### Club
Ha giocato nella prima divisione tunisina ed in quella algerina.

### Nazionale
Partecipò ai Mondiali Under-20 del 2015, nei quali la sua nazionale si piazzò al terzo posto.

## Palmarès

### Club

#### Competizioni nazionali
- Campionato tunisino: 1

Club Africain: 2014-2015